# Joyce Jacobs
Joyce Jacobs (15 de abril de 1922 - 15 de septiembre de 2013) fue una actriz de carácter australiana británica acreditada ocasionalmente como Joyce Williams. Nacida en Surrey, Inglaterra, durante la década de 1970, Jacobs fue una presencia recurrente en la serie Number 96 como la señora Carson y también interpretó a Muriel Palmer en The Young Doctors.
Jacobs murió a causa de la enfermedad de Parkinson, a los 91 años en Taren Point, Nueva Gales del Sur, el 15 de septiembre de 2013.